# Ornithogalum tropicale
Ornithogalum tropicale är en sparrisväxtart som beskrevs av John Gilbert Baker. Ornithogalum tropicale ingår i släktet stjärnlökar, och familjen sparrisväxter.
Artens utbredningsområde är Sierra Leone. Inga underarter finns listade i Catalogue of Life.